# Links 2-3-4
Links 2-3-4 je skladba německé industrial metalové skupiny Rammstein. Vyšla v roce 2001 na jejich třetím studiovém albu Mutter. Text písně měl být odpovědí na obvinění z fašismu/nacismu, která byla na skupinu směřována. Zpívají mé srdce bije doleva, čímž chtěli vyjádřit svou politickou orientaci. Opakované svolání links (vlevo) připomínají písně německé komunistické strany z 30. let.
Je použita alternativní výslovnost číslice dva -zwo, namísto klasického zwei. Tato možnost byla zvolena, aby se předešlo záměně mezi zwei (dva) a drei (tři), které se rýmují. Ze stejného důvodu se zwo často používá i v německé armádě.
Videoklip je počítačem vytvořená animace, v níž kolonie mravenců bojuje proti útočícím broukům. Kapelu je vidět pouze na filmovém plátně v kině.
Na nosiči se nachází i skladba "Hallelujah", která je o pedofilním knězi. Tato skladba vyšla taktéž na albu Mutter, ovšem jako skrytá.

## Seznam skladeb
1. „Links 2, 3, 4“ - 3:36
2. „Halleluja“ - 3:45
3. „Links 2, 3, 4“ (Clawfinger Geradeaus Mix) - 4:28
4. „Links 2, 3, 4“ (Technolectro Mix) - 5:57
5. „Links 2, 3, 4“ (Hard Rock Café Bonus Mix) - 3:43